# Социалистическа партия на потиснатите
Социалистическата партия на потиснатите (на турски: Ezilenlerin Sosyalist Partisi, ESP; на кюрдски: Partiya Sosyalîst a Bindestan, PSB) е марксистко–ленинска политическа партия в Турция. Тя се определя като „войнствена революционна социалистическа партия, която се бори за федеративна република на работниците и работниците в Турция и Северен Кюрдистан“. Основана е на 29 януари 2010 г. Председател на партията е Султан Улусой.